# Кошаркашка репрезентација Норвешке
Кошаркашка репрезентација Норвешке представља Норвешку на међународним кошаркашким такмичењима.

## Учешћа на међународним такмичењима

### Олимпијске игре
Није учествовала

### Светска првенства
Није учествовала

### Европска првенства
Није учествовала